# Atragene
- Commons
- Wikispecies

Atragene L. foi um gênero botânico da família Ranunculaceae.
Atualmente é um subgênero do gênero Clematis.

## Espécies
- Atragene alpina = Clematis alpina
- Atragene austriaca  = Clematis alpina
- Atragene cirrhosa = Clematis cirrhosa
- Atragene clematides = Clematis alpina
- Atragene japonica = Anemone huphensis var. japonica
- Atragene ochotensis = Clematis ochotensis
- Atragene speciosa = Clematis alpina
- Atragene zeylanica = Naravelia zeylanica
- Lista completa

## Classificação do gênero
| Sistema | Classificação                      | Referência               |
| ------- | ---------------------------------- | ------------------------ |
| Linné   | Classe Polyandria, ordem Polygynia | Species plantarum (1753) |